# 구자옥
구자옥(具滋玉, 일본식 이름: 具家滋玉(구쓰이에 치다마), 1887년 3월 30일 ~ 1950년 11월)은 대한민국의 정치인이다. 미군정 당시 경기도지사를 지냈다. 본관은 능성(綾城)이다.
친일논설을 발표하고 일제침략전쟁을 정당화했으며, 친일반민족행위를 한 705인 명단에 포함되어 친일인명사전에 등제 되었다.
한국의 기독교 청년운동가이자 교육자, 상담로 1917년 조선중앙기독교청년회 간사가 되고, 이후 조선중앙기독교청년회(YMCA)에서 오랫동안 활동하며 각종 사회활동에 동참하였으며, 3.1 운동과 청구구락부, 수양동우회 등에 가담하고, 흥업구락부 조직에도 참여하였다. 1941년 대화숙 보호관찰 처분을 계기로 전향, 친일활동을 하였으며, 1945년 일본의 패전 직후 그는 YMCA 기독교청년회 재건에 참여하여 조선중앙기독교청년회 총무로 선출되고, 그해 9월 2일 한국민주당 창당에 관여하였다. 광복 직후와 미군정 치하에서 경기도지사를 맡아 보았다. 1948년 정부 수립 후 1949년 1월 13일 정부로부터 다시 경기도지사로 임명, 발령되었다. 6·25 전쟁 때 납북되었다.
감리교 활동 외에 독립운동에 동참하였고 1938년 흥업구락부 사건 이후 대화숙에서 보호관찰처분을 받던 중 전향했다. 경기도 광주 출생이다.

## 생애

### 초기 활동
경기도 광주군에서 태어났으며 본적지는 한성부 중부 청진동(現 서울특별시 종로구 청진동)이었다. 그러나 그는 필운동에서 생활하였다. 일제강점기에 개신교 신자로서 활발한 사회 활동을 벌인 유명 인사였다. 출생년대가 정확하지 않아 1889년생 설, 1890년생 설이 있고, 생일도 3월 30일설 외에 3월 20일생 설이 있다.
그의 가계는 조선의 개국공신이자 이성계의 부장이었던 도원수 구성로의 후손으로, 조선 세조 때의 공신, 재상 겸 정치가였던 구치관의 19대손이 된다. 그의 조상들 중에는 세종대왕의 아들 임영대군의 사위 구수영(具壽永), 연산군의 사위 능천부원군(綾川府院君) 호양공 구문경과, 재상 구사맹, 원종의 처이자 인조, 능원대군 보의 어머니 인헌왕후 등이 있었다. 그의 선대는 본래 경기도 고양에 살았고, 고양군 벽제면 효자리에 그의 선대 묘역이 있다.
친형은 구자록과 창문사의 대표 구자혁이 있는데, 이 중 구자혁은 화가 구본웅의 아버지가 된다. 구자혁의 본처 상산 김씨에게서 얻은 아들이 화가 구본웅으로 구본웅은 이상과 가까웠는데, 구자혁의 재취 부인인 변동숙의 이복 여동생 변동림이 화가 이상의 처였다.
어려서 한성관립영어학교에 입학하였다. 한성관립영어학교 재학 중 그는 감리교 신자가 되고, 1910년 이후 YMCA 중앙기독교청년회에 참여하였다. 1909년(융희 3년) 3월 한성관립영어학교 졸업 후 감리교협성신학교(監理敎協成神學校)로 진학했다. 그러나 중퇴한 뒤 일본으로 건너가 도쿄에 유학, 와세다 대학(早稻田大學)에 입학했으나, 이곳 또한 중퇴하고 귀국하였다.
한때 임시토지조사국기술원양성소(臨時土地調査局技術員養成所)의 측량과에 입소하여 수료하였다. 그후 다시 일본으로 건너가 도쿄 아오야마 학원 신학부(靑山學院 神學部)에 입학했으나 역시 중퇴하고 귀국하였다. 감리교 협성신학교에서 수학하였다.

### 독립 운동과 사회 운동

#### 독립 운동과 기독교 신앙단체 활동
1917년 조선중앙기독교청년회(朝鮮中央基督敎靑年會) 사교부 간사가 되었다.1919년 3.1 만세 운동에 참여하였다가 조선총독부 경찰에 체포, 서대문형무소에 투옥되었으나 혐의없음으로 풀려났다. 중앙학교 학감(學監)을 지냈으며, 그뒤 경성기독교청년회에 감리교 대표로 참여하고 바로 경성기독교청년회 총무로 선출되고, 조선중앙기독교청년회연합회 사교부 간사 등을 역임하며 기독교청년운동에 힘썼다.
그밖에 1920년 7월 13일~8월의 미국 흑인 기독교 양악단의 순회공연 사회자가 되었으며, 이후 미국인 혹은 장로교, 감리교 등 기독교 단체 관련 행사에 사회자로 초빙되었다.
1920년 2월 현철(玄哲) 등과 함께 경성에 연예강습소(演藝講習所)를 설립하는데 참여하였다.
1920년 6월 윤치호, 김성수, 한기악(韓基岳), 조만식, 장덕수, 안재홍, 이갑성, 송진우 등과 함께 민립대학기성회의 창립발기에 참가했으며, 민립대학기성회를 조직하고 조선인 민간 자본으로 대학교를 설립하려 노력하였으나 조선총독부 학무국에서 인허가를 내주지 않아 실패하였다. 그해 7월 일본 동경을 방문하고 귀국했다. 1920년 9월 조선기독교청년회연합회 위원이 되었다. 1921년 미국으로 유학, 시카고의 시카고 조지 윌리엄스 대학에 입학, 1923년까지 수학하였다. 시카고 조지 윌리엄스 대학을 수료하고 1923년 2월 18일 귀국하였다.
1922년 3월 경성기독교청년회 부총무에 선출되었다. 그해 12월 안창남 비행사 후원회에 참여하고 후원회 대표에 선임되어, 안창남 귀국 환영회와 후원활동을 주관하였다. 1923년 6월에는 요코하마를 거쳐 하와이 호놀룰루에 도착, 그해 6월 ~ 7월 하와이 한인교민회 학생들의 모국 방문단의 하와이 출발과 입국, 출국 과정에 참여하고 인솔하였다.
1923년 8월 9일 오후에는 경성 서대문정 민우회관에서 조선청년회연합회, 불교총무원, 중앙기독교청년회, 개벽사 등 18개 사회단체와 학교 배재고보, 보성전문, 양정고보, 보성고보 등의 학생대표자들이 모여서 조직한 수해구제회의 창립에 참가, 송진우, 이종린, 박승빈 등과 함께 수해구제회 잽행위원의 한 사람으로 위촉되었다. 1924년 9월 13일에는 이승훈의 조선기근구제회(饑饉救濟會)에 김병로, 이종린, 이상재, 백관수, 김약수, 김철수, 이영, 이인 등과 함께 참여하고, 이상재, 이종린 등과 함께 경리부원에 선출되었다.
1925년 3월 23일 그는 흥업구락부 결성에 참가했다. 흥업구락부는 경성부와 경기도 지방의 기독교계 지도자들인 이상재, 윤치호, 신흥우, 이갑성, 유억겸 등이 이승만 노선에 따라 조직한 것으로 그밖에도 박동완, 안재홍 등도 참여하였다. 조선기독교청년회연합회와 감리교 교회를 중심으로 온건한 민족주의 운동을 벌이다가 1927년 일찍 사망한 이상재를 제외하고는 광복 전 다양한 시기에 변절한 사람들이 대부분이다. 24년 12월 15일 귀국한 신흥우가 서웅 중앙YMCA기독교청년회에서 단체 조직을 계획하고 이후 단체 설립에도 참여하였다. 1926년 1월 수양동우회의 창립에도 참여하였다. 그는 이후 조선기독교청년회연합회의 감리교측 대표의 한 사람으로 활동하였으며, 매각될 위기에 처한 이순신 장군 위토 보존 모금운동과 브나로드 운동, 농촌 계몽 활동 등에 참여하였다.

#### 투옥과 재판
1930년대 다시 도미하여 시카고YMCA청년회전문학교(시카고基督敎靑年會專門學校)에서 6개월간 영어 과정을 이수한 뒤 메사추세스 기독교청년회에서 다년간 연구하고, 신학석사 학위를 수여받고 귀국하여 흥업구락부에서 활동했다. 이후 중앙기독교청년회(Y.M.C.A)의 간사, 중앙학교 학감 등을 맡았다.
1935년 2월 15일 중앙기독교청년회 회원의 투표에 총무 후보자로 피선, 백남훈, 백낙준과의 최종 결선에서 6대 5로 중앙기청 총무에 당선되었다.
1937년 6월 수양동우회 관련 검문검속 시, 이광수, 김동원, 주요한 등 198명과 함께 종로경찰서에 의해 치안유지법 위반 혐의로 체포되어 기소되었다. 1937년 가을 윤치호, 장덕수, 장택상, 유억겸, 신흥우 등과 함께 청구구락부 사건에 연루되어 기소되었다.
1930년대 후반 이승만이 영향을 발휘하던 독립운동 단체인 흥업구락부에서도 가입하여 활동하였다. 이후 그는 미국에 체류중인 이승만의 요청에 의해 상해(上海) 대한민국임시정부에 보낼 활동자금 및 군자금을 성금 모금하여 수만 원을 거두어들여 미국과 상하이 등으로 송금하였다. 그러나 조선총독부 서대문경찰서에 감금된 윤치영의 진술로 1938년 5월 18일자 서대문경찰서장의 보고에 의하면 그는 흥업구락부의 동지회원의 한사람으로 보고되었다. 이후 그는 수양동우회 사건, 청구구락부 사건, 흥업구락부 사건 등 각각의 사건으로 재판에 회부되었다.
1938년 1월까지 수양동우회에 관련된 3차 재판에서 치안유지법 위반혐의는 무죄 판결을 받고, 8월 15일 경성복심법원에서 최종 무죄 처분받았다. 5월 조선기독교연합회 위원으로 선출되었다. 1938년 5월 22일 흥업구락부 관련 혐의로 안재홍 흥업구락부 간부 회원 60여 명 등 100여 명과 함께 기소되어, 서대문경찰서에 체포 된 뒤, 서대문형무소에 투옥되었다. 이후 경성고등법원에 추가 기소되었다. 총독부 경무국은 구자옥을 비롯한 52명을 치안유지법 위반혐의로 기소하였다. 1938년 9월 우선 신흥우, 정춘수, 유억겸 등 몇명과 함께 전향서를 쓰고 풀려났다. 그러나 재판은 계속되었다. 1941년 증거 불충분으로 경성복심법원에서 최종 무죄 처분받고 가석방되었다.

### 태평양 전쟁 기간
구자옥도 1938년 발생한 흥업구락부 사건을 계기로 대화숙에서 보호관찰처분을 받고 1941년 전향하여 황도학회에 참여했고, 1944년 《매일신보》에 〈필승은 신의 명령〉이라는 제목의 논설을 기고하여 태평양 전쟁의 당위성을 설명하고 전쟁 지원을 촉구하는 등 친일 활동을 했다. 임전대책협의회와 경성정동연맹 등 친일 단체에도 가담했다.
1940년 4월~5월 조선, 만주 기독교청년회 연합회 행사에 열차편으로 경성역에서 출발, 만주를 방문하고 돌아왔다. 1940년 7월 18일부터 7월 20일에는 일본 기독교청년회 제18차 총회에 참석차 경성에서 열차편으로 출발, 배편으로 동경을 다녀왔다.
1940년 창씨개명 때는 그해 말 구쓰이에 치다마로 창씨개명하였다. 그러나 그는 조선총독부나 각종 친일 관변단체 주관 각종 행사에 불출석, 회피하거나 병을 이유로 불참하였고, 해방 직후 미군이 주둔하면서 친일본인 인사를 파악할 때 친일본 인사로는 지목되지 않았다. 이후 한때 신앙 활동차 도미 순방을 하기도 했고, 그밖에 경성부 영창중학교(英彰中學校) 교장 등을 역임했다.
1945년 초 조선총독부에서 작성한 요시찰 인물의 한 사람으로 보고되었다.

### 생애 후반

#### 광복 직후 활동

미군정청 휘장

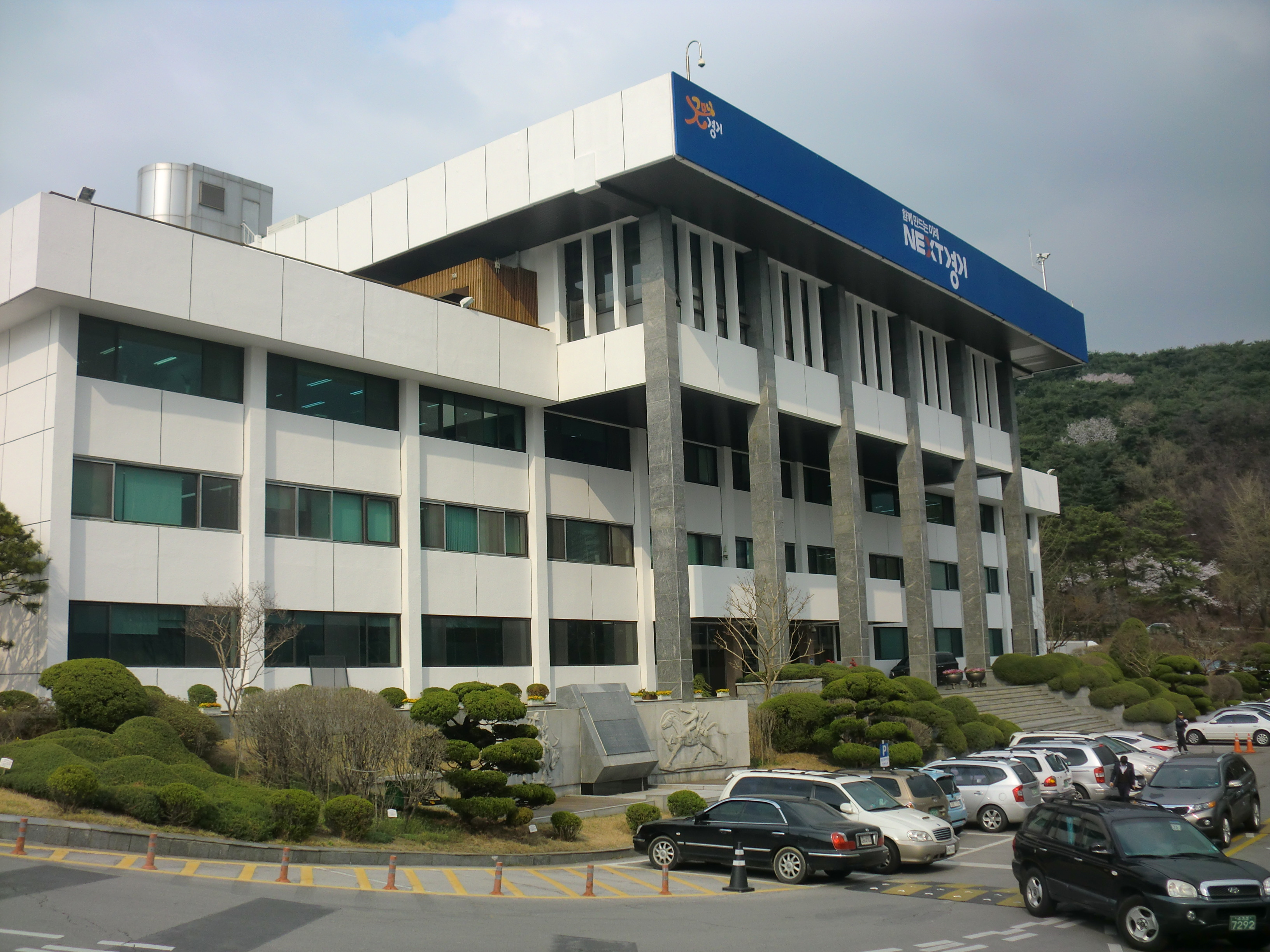
경기도청
(이전 전에는 서울 종로구에 있었다.)

광복 직후 그의 뜻과 관계 없이 1945년 8월 15일부로 일본인 이쿠다 세이자부로가 직무를 그만두자, 갑자기 임시 경기도 도지사가 되어 이쿠다 세이자부로로부터 업무를 인수인계받고 치안, 혼란을 수습하였다. 동시에 경성에서 태평양 전쟁으로 유명무실화된 기독교청년회를 재건되자 그는 조선중앙기독교청년회연합회(대한기독교청년회(YMCA)의 전신) 회원이 되었다가 곧 중앙기청 총무로 선출되었다. 8월 16일 안재홍 등으로부터 건국준비위원회에 참여를 요청받았으나 거절하고 송진우의 국민대회준비위원회에 가입하였다.
1945년 8월 16일 백남훈, 김성수, 김도연, 송진우, 윤보선, 허정, 장덕수 등과 함께 정치 세력을 형성한 뒤 우익 세력 연합으로 9월 한국민주당을 창당한데 참여한 것을 시작으로 본격적인 정치 활동을 시작했고, 미군정 시기에 경기도 도지사를 역임했다. 당시 YMCA에서는 증경 총무를 맡고 있었다. 그는 한국민주당 중앙집행위원의 한 사람이 되었다.
1945년 11월부터는 해방 후 환국한 대한민국 임시정부 환영회에 참석하고, 임정 봉대 운동에 참여하였다. 그는 같은 기독교계열 인사인 김규식 등과의 접촉을 담당하였다.
1946년 2월 17일 미군정 경기도 고문회의 회원의 경기도지사 선거에 당선, 미군정 치하에서 다시 경기도지사가 되었다.

#### 경기도지사 재직과 최후
1947년 미군정에서 임명한 루트 중령이 경기도지사 직을 물러나면서 자신의 의지와는 상관없이 다시 경기도지사직을 맡아보게 되었다. 그뒤 1948년 7월 22일 대한민국 정부 수립 후 경기도지사로 다시 유임되었다. 1949년 1월의 정부 인사발령 시 그는 1949년 1월 10일 대한민국 정부로부터 다시 경기도지사로 임명, 발령되었다. 1950년 3월 대한야구협회 고문의 한사람으로 위촉되었다.
1949년 1월 감리교 목사 양주삼이 조선총독부에 협력한 일로 반민족행위자로 지목되어 반민특위에 소환되자, 그는 개인 자격으로 현동완, 백낙준, 이용설, 백남훈 등과 함께 그해 4월 양주삼의 과오를 용서해달라는 연명 탄원서를 반민특위에 보냈다.
경기도지사 재임 중이던 1950년 6월 한국 전쟁이 발발한 뒤 서울에서 조선인민군에게 이끌려 월북했다. 전쟁 초기 피신하지 못하고 서울 종로구 광화문 경기도청사에서 머무르다가 조선인민군 정치보위부원 4~5명에 의해 피랍되었다. 번역서인 《현대 성경해석》(1934) 등이 있다.
국립중앙도서관에 있다가 정치보위부원에 의해 북송되었으며, 납치된 아버지를 만나서 수행했던 아들 구본준은 중도에 탈출에 성공하였다. 1950년 11월 북행길 도중 강계 부근에서 사망했다는 증언이 있다.

### 사후
그의 묘소와 가묘는 모두 미상이다. 6.25 전쟁 당시 탈출에 성공한 그의 아들 구본준은 이승만 정부의 경무대에 입사하여 근무하고 경무대 대변인을 역임했다.
1934년 출간한 저서 현대 성경해석이 1990년 6월 연세대학교에서 재간행되었다.
2008년 민족문제연구소가 선정한 친일인명사전 수록예정자 명단 종교 부문 중 개신교계 인물로 포함되었다. 2009년 친일반민족행위진상규명위원회가 발표한 친일반민족행위 705인 명단에도 포함되었다.

## 저서 및 역서
- 《현대 성경해석》 (1934)

## 가족 관계
- 아버지 : ?
- 어머니 : ?

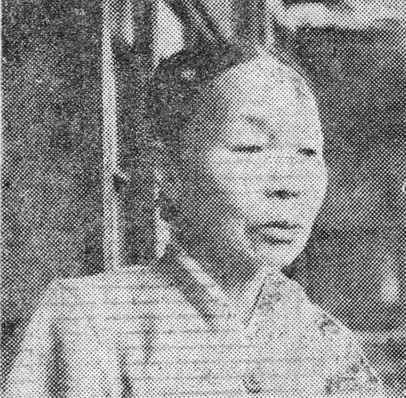
부인 박인숙 (1955년 6월)

  - 형 : 구자록(具滋祿, 1875년 ~ 1945년)
    - 조카 : 구숙자

  - 형 : 구자혁(具滋爀, 1885년 ~ 1959년)
  - 형수 : 상산김씨 (商山金氏, 1884년 ~ 1907년)
    - 조카 : 구본웅(具本雄) (1906년 3월 7일 ~ 1953년 2월 2일), 서양화가
    - 질부 : 강임(姜姙, ? ~ 1970년)

  - 형수 : 변동숙(卞東淑, 1890년 ~ 1974년), 구자혁의 후처
- 부인: 박인숙(朴仁淑, 1889년 ~ ? )
- 아들: 구본준(具本俊, ? ~ 1998년 7월 21일)
- 며느리: 유경재(兪璟在, 1921년 ~ ?)
  - 손자: 구광모(具光謨, 1941년 ~ ), 중앙대 행정학과 교수
  - 손녀: 구영모(具英謨, 1942년 ~ )
  - 손자: 구윤모(具允謨, 1945년 ~ )
  - 손녀: 구은모(具恩謨, 1947년 ~ )
  - 손녀: 구경모(具敬謨, 1949년 ~ ) 및 그녀의 남편 서울특별시 교육감 겸 전 교육부장관 문용린(文龍鱗, 1947년 ~ )
  - 손자: 구승모(具承謨, 1951년 ~ )
- 사돈 : 변동림(卞東琳, 1916년 ~ 2004년)
  - 이상
  - 김환기(金煥基, 1913년 ~ 1974년)

## 참고자료
- 구광모 (2002년 11월 1일). “‘友人像’과‘女人像’ - 구본웅 이상 나혜석의 우정과 예술”. 신동아. 630~665면. 2008년 5월 29일에 확인함.
- 구광모, 〈동화정책 사례 연구 - 창씨개명을 중심으로[깨진 링크(과거 내용 찾기)]〉 한국행정학회 하계학술대회 (2005년)
- 송명희 (2006년 7월 12일). “역대 경기도지사 어제와 오늘 '정치 경제계 진출 눈부신 변신'”. 인천일보. 2007년 12월 16일에 원본 문서에서 보존된 문서. 2008년 4월 7일에 확인함.
- 안철현, 《업그레이드 특강 한국현대정치사》 (새로운사람들, 2009)
- 정병준, 《우남 이승만 연구》 (역사비평사, 2005)